# Kavalevski
Kavalevski [kavalévski] (belorusko Кавалеўскі) (Kavalevska (Кавалеўская)) [kavalévska] je priimek več osebnosti. Poljska oblika je Kowalewski, ruska in ukrajinska pa Kovalevski (rusko Ковале́вский, ukrajinsko Ковалевський). Angleška oblika je Kavalewski.

## Znani nosilci priimka
- Anton Anatoljevič Kavalevski (rojen 1986), beloruski nogometaš, vratar
- Arcjom Mikalejevič Kavalevski (rojen 1979), beloruski pesnik, prevajalec, novinar
- Avgen Kavalevski (1921 – 1963), beloruski gledališki igralec, dramatik
- Baris Viktaravič Kavalevski (rojen 1963), beloruski državnik
- Dzjanis Vitaljevič Kavalevski (rojen 1992), beloruski nogometaš, branilec
- Javgen Mihajlavič Kavalevski (1946 — 2008, beloruski arhitekt
- Mikalaj Vladzimiravič Kavalevski (rojen 1953), beloruski gradbenik, poslovnež

## Kavalevska
- Aksana Alegavna Kavalevska (rojena 1983), beloruska pevka, solistka, besedilopiska
- Sofija Kavalevska (1853 – 1918), beloruska folkloristka, etnografka, pisateljica